# Frank Carlucci

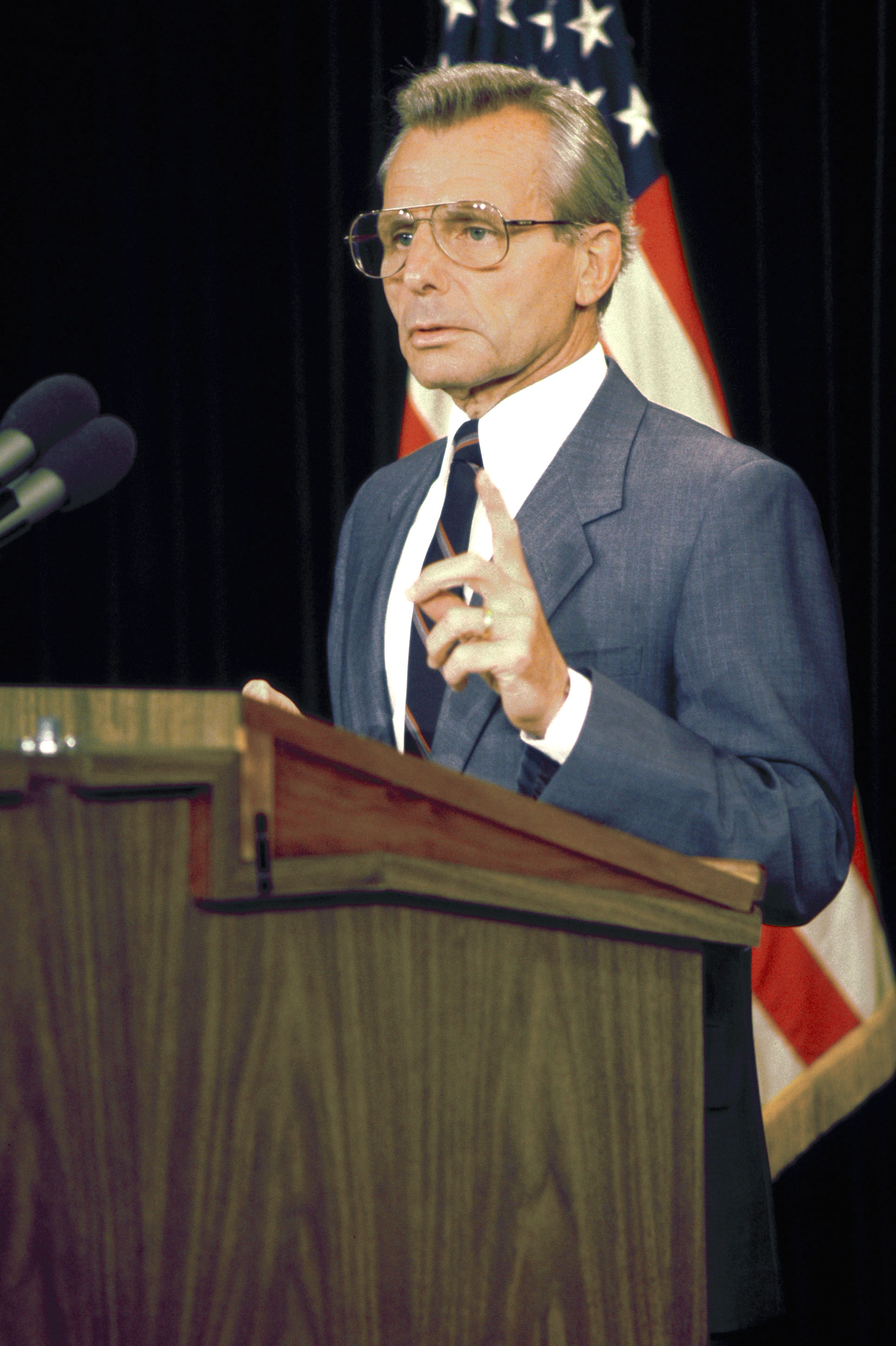
Frank Carlucci, 1988.

Frank Charles Carlucci III, född 18 oktober 1930 i Scranton, Pennsylvania, död 3 juni 2018 i McLean, Virginia, var en amerikansk federal ämbetsman och styrelseledamot för Carlyle Group. Carlucci var katolik och hans familj av italiensk härkomst.
Han studerade vid Princeton University där han delade rum med Donald Rumsfeld. Carlucci utexaminerades från Princeton 1952. Han var marinofficer 1952-1954. Sedan fortsatte han sina studier vid Harvard Business School 1954-1955.
Carlucci arbetade för USA:s utrikesdepartement 1956-1969. 1961 deltog han i CIA:s uppdrag i Kongo. Det året mördades politikern Patrice Lumumba och en rollgestalt vid namn Carlucci förekommer i filmen Lumumba från år 2000 i diskussioner mellan kongoleser och amerikaner. Carlucci, som hade en tjänst på USA:s ambassad i Kongo, förnekar att ha varit medveten om vad som pågick i fallet Lumumba och lyckades 2002 med hjälp av ett domslut förhindra omnämnandet vid namn då filmen visades i amerikansk tv. I filmscenen muttrar gestalten Carlucci att USA inte blandar sig i andra länders interna angelägenheter. Carlucci bedyrar att en sådan scen aldrig hände i verkligheten.
I början av 1970-talet gjorde Carlucci ämbetsmannakarriär på flera högre poster. Han var biträdande minister på departementet för hälsa, utbildning och välfärd då Caspar Weinberger var minister i Richard Nixons kabinett. Carlucci var USA:s ambassadör i Portugal 1974-1977. Han var biträdande chef för CIA, Deputy Director of the CIA, 1978-1981.
Han tjänstgjorde som biträdande försvarsminister (1981-1982), nationell säkerhetsrådgivare (1986-1987), och försvarsminister (1987-1989) under president Ronald Reagan. Han arbetade på Sears World Trade, Inc., 1983-1986, först som styrelseordförande, sedan som vd.